# Сухина Євген Васильович
Сухина Євген Васильович (нар. 4 травня 1982, Київ, СРСР — пом. 25 березня 2006, Сімферополь, Україна) — український футболіст, що виступав на позиції воротаря у клубах вищої, першої та другої ліг українського чемпіонату. Вихованець ДЮСШ «Динамо» (Київ). Трагічно загинув через удушення чадним газом.

## Життєпис
Євген Сухина народився у Києві, де й почав займатися футболом, вступивши до найкращої ДЮСШ міста — «Динамо» (Київ). У складі «Динамо-3» дебютував 16 вересня 1998 року у матчі з ФК «Цементник-Хорда», в якому динамівські резервісти поступилися з рахунком 0:3. Згодом Євгену вдалося піднятися на один щабель у динамівській системі та розпочати виступи у складі «Динамо-2», разом з яким він став чемпіоном першої ліги сезону 2000/01, хоча провів за клуб у тому сезоні всього два матчі.
Не здобувши стабільного місця у складі динамівського резерва, Євген Сухина вирушив до оренди у київську «Оболонь», у складі якої дебютував у вищій лізі 17 серпня 2002 року, вийшовши на заміну у матчі з «Таврією». У відведений йому час на полі молодому голкіперу вдалося зберегти власні ворота «на замку». Однак, успішні матчі чергувалися з провальними. Особливо варто відмітити поєдинок сезону 2004/05 проти київського «Динамо», у якому Євген вже в першому таймі пропустив 5 м'ячів та був змінений у перерві. Крім ігор за основний склад «пивоварів» Сухина провів близько 20 матчів за фарм-клуби «Оболоні». Зрештою, в середині сезону 2005/06 його було віддано у оренду до першолігової «Кримтеплиці», де він з перших же ігор застовпив за собою місце у основі.
25 березня 2006 року міліція знайшла тіла футболіста та його дівчини у найнятій квартирі Сухини у Сімферополі. Причиною смерті було названо удушення чадним газом.

## Досягнення
- Переможець першої ліги чемпіонату України (1): 2000/01